# Sherridan Atkinson
Sherridan Atkinson (Torrance, 19 novembre 1996) è una pallavolista statunitense, opposto del Paniōnios.

## Carriera

### Club
La carriera di Sherridan Atkinson inizia con la Robert A. Millikan HS nei tornei scolastici californiani, dopo i quali entra a far della squadra universitaria della CSU Long Beach, impegnata in NCAA Division I: dopo aver saltato il torneo del 2014, gioca per un solo anno nelle 49ers, trasferendosi alla Purdue, dove completa i tre anni di eleggibilità sportiva rimasti, cambiando inoltre ruolo da centrale a opposto e ricevendo alcuni riconoscimenti individuali.
Nel gennaio 2019 firma il suo primo contratto professionistico, ingaggiata in Turchia dal Galatasaray per la seconda parte della Sultanlar Ligi 2018-19. Nella stagione 2019-20 viene selezionata attraverso un draft dal Korea Expressway, club impegnato nella V-League sudcoreana: partecipa appena a tre incontri di Coppa KOVO, rimediando una rottura del legamento collaterale mediale del ginocchio destro, che la costringe a diverse settimane di stop; viene quindi svincolata dal club, rientrando in campo nel gennaio 2020, nuovamente in Sultanlar Ligi, ma questa volta finendo l'annata col Nilüfer.
Nel 2021 rientra in patria per disputare la prima edizione dell'Athletes Unlimited, mentre nel campionato 2021-22 gioca nella Ligue A francese col Volero Le Cannet, con cui vince la Coppa di Francia e lo scudetto, facendo poi ritorno nel campionato seguente al Nilüfer. Nella stagione 2023-24 è di scena nella Volley League greca con il Panathīnaïkos, vincendo lo scudetto e ottenendo il riconoscimento come MVP del torneo. 
Disputa poi la quarta edizione dell'Athletes Unlimited, prima di essere ingaggiata dalle Grand Rapids Rise per la Pro Volleyball Federation 2025: dopo appena qualche settimana, lascia il club e va a concludere l'annata ancora in Grecia, questa volta indossando la casacca del Paniōnios.

## Palmarès

### Club
- Campionato francese: 1

2021-22
- Campionato greco: 1

2023-24
- Coppa di Francia: 1

2021-22

### Premi individuali
- 2017 - All-America Third Team
- 2018 - All-America First Team
- 2024 - Volley League: MVP